# Eloeophila martinovskyi
Eloeophila martinovskyi là một loài ruồi trong họ Limoniidae. Chúng phân bố ở miền Cổ bắc.